# Блумфілд (стадіон)
«Блумфілд» (івр. אצטדיון בלומפילד) — футбольний стадіон у Тель-Авіві, Ізраїль. Є домашньою ареною для місцевих футбольних клубів «Хапоель» і «Маккабі». Стадіон розрахований на 29 400 глядачів.

## Історія
«Блумфілд» був побудований на місці старого стадіону «Хапоеля». Гроші на стадіон були надані канадською асоціацією праці Ізраїлю. Проект фінансувався в Канаді і був названий на честь братів Блумфілдів. Стадіон був відкритий 12 жовтня 1962 року. Під час відкриття пройшов товариський матч між «Хапоелем» і нідерландське «Твенте».
У 1999 році конкурент «Хапоеля» у внутрішньому чемпіонаті — «Маккабі» переїхав на «Блумфілд». Також в 2004 році «Бней-Ієгуда» переїхав на «Блумфілд» і цей стадіон став єдиним, на якому виступали одразу 3 команди. Також на стадіоні у 2006 - 2008 роках проходив товариський турнір — Кубок Першого каналу, в тому числі і фінал останнього розіграшу, в якому зіграв донецький «Шахтар» та київське «Динамо» (2:2, 2:3 пен.).
У вересні 2010 року УЄФА присвоїла стадіону «Блумфілд» 4-у категорію. Це один з двох стадіонів в Ізраїлі, категорія УЄФА якого дозволяє грати на ньому матчі основного етапу Ліги чемпіонів і Ліги Європи УЄФА, чемпіонату Європи (за винятком фіналів Ліги чемпіонів/Ліги Європи та фінальних матчів чемпіонатів Європи). Першою командою, яка грала на стадіоні «Блумфілд» матчі основного (групового) етапу Ліги чемпіонів став тель-авівський «Хапоель», який грав на цій арені свої домашні матчі цього турніру в сезоні 2010/11.
2013 року на стадіоні відбулись матчі групового етапу молодіжного чемпіонату Європи 2013 року.
У 2016 році стадіон було закрито на капітальний ремонт і реконструкцію. Кількість місць на стадіоні значно збільшено. Відкрито стадіон для команд і глядачів було у травні 2019 року.

## Галерея

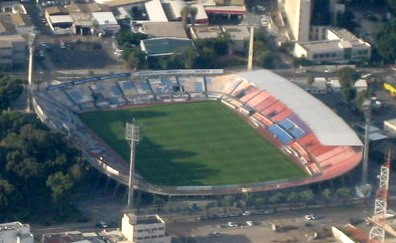
Зовнішній вигляд до реконструкції
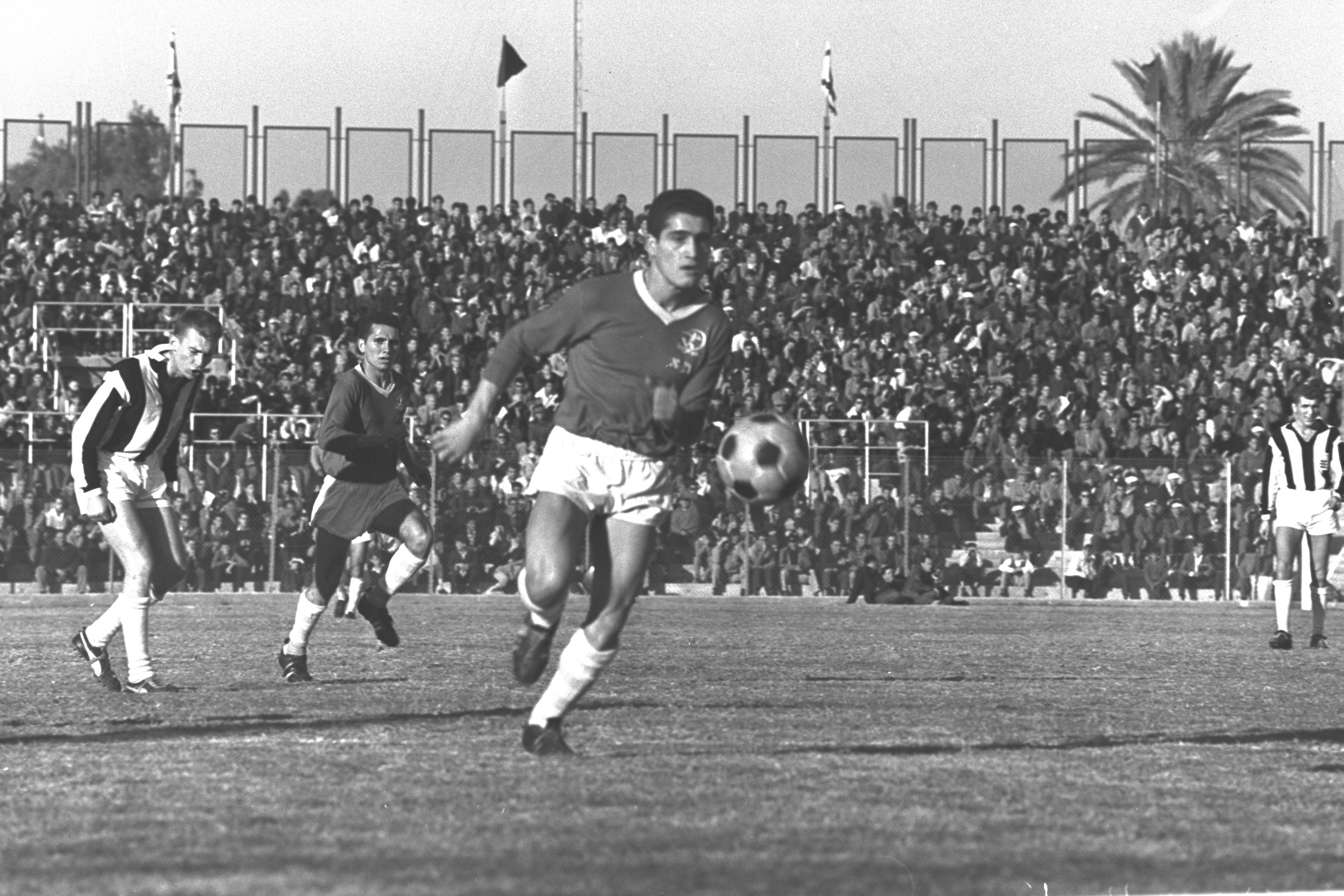
Стадіон у рік відкриття (1962)
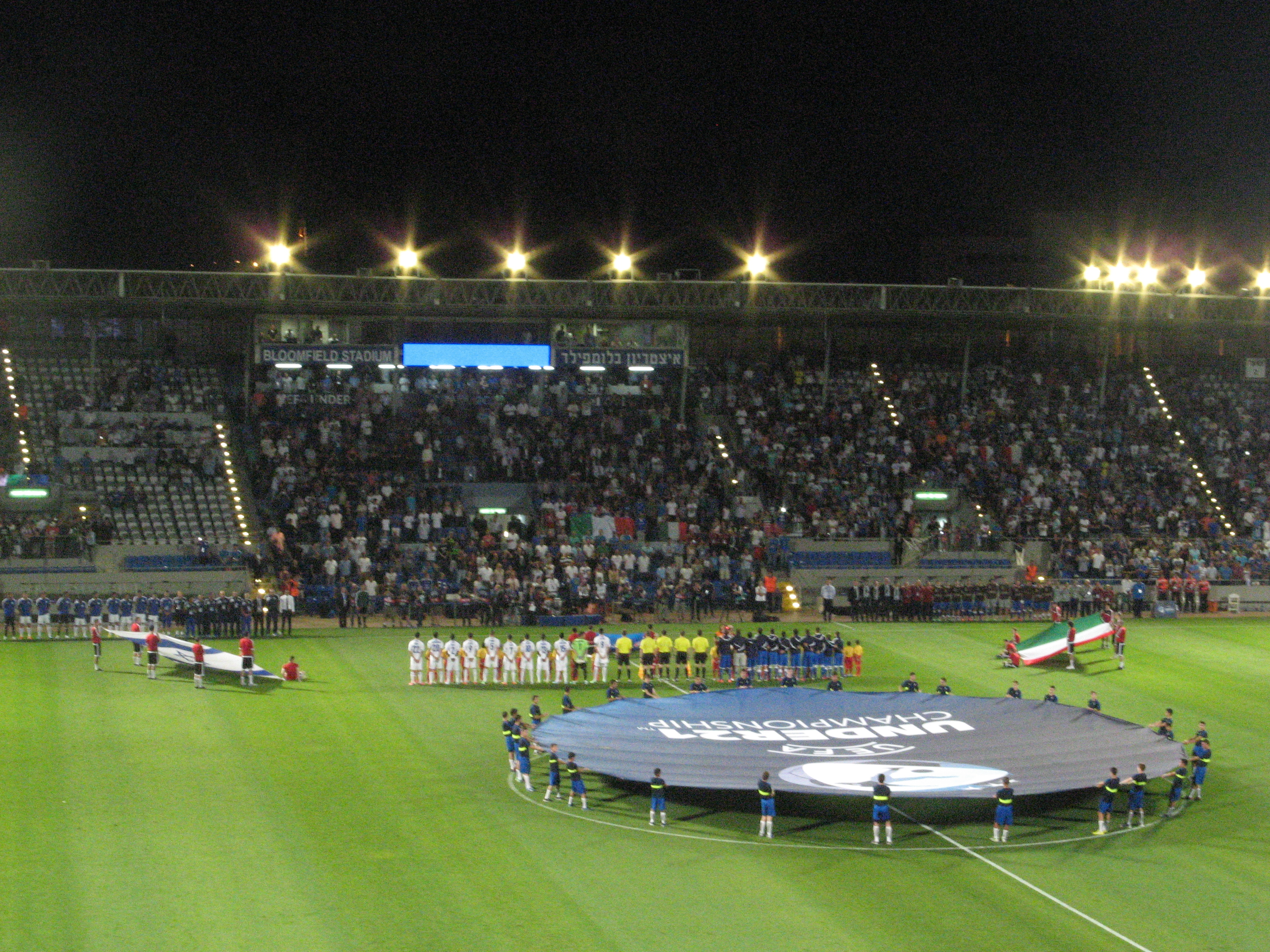
Стадіон під час молодіжного Євро-2013